# 宮村忠
宮村 忠（みやむら ただし、1939年6月22日 - 2022年9月3日）は、日本の河川工学者、関東学院大学工学部名誉教授。

## 略歴
東京府東京市深川区（現東京都江東区）生まれ。1966年東京農業大学大学院修士課程修了。1975年「水害と土地利用に関する実証的研究」で東京大学工学博士。関東学院大学工学部助教授、1985年教授。2010年名誉教授。横浜歴史資産調査会代表、NPO法人本所深川代表。宮村河川塾を開いた。2019年、個人として初めて水防功労者国土交通大臣表彰を受けた。2022年9月3日、菌血症のため死去。83歳没。

### エピソード
1987年、当時関東学院大学の工学部の教授であった宮村らが中心となって、工学部土木工学科の中に全国初の「女子クラス」が誕生した。そのクラスメンバーらが各地の大学で土木工学を学ぶ学生に連絡を取り、1990年ごろに「全国土木系女子学生の会」が設立された。初代会長は白木綾美。全国土木系女子学生の会は土木技術者女性の会と協力して、2010年代にいたるまで継続して活動を続けており、事務局を関東学院大学の中においている。

## 著書
- 『水害 治水と水防の知恵』1985 中公新書
- 『東京湾をあるこう』五郎丸正信絵 筑摩書房(しらべてみよう)1987
- 『くらしに生きる川』村松ガイチ絵 農山漁村文化協会 (自然の中の人間シリーズ 川と人間編 1989
- 『相模川物語』神奈川新聞社(かもめ文庫) 1990
- 『多摩川の流況調整に関する研究 羽村堰越流量と水利用形態の変更を中心にした流況調整』とうきゅう環境浄化財団 2001
- 『水害 治水と水防の知恵』関東学院大学出版会 2010
- 『川を巡る 「河川塾」講演録』建設技術研究所企画・編集 日刊建設通信新聞社 2013

### 監修・共著
- 『アーカイブス利根川』監修,アーカイブス利根川編集委員会 編 信山社サイテック 2001
- 『水のある風景』喜田愛子版画・文, 日刊建設工業新聞社 2010

## 論文
- <宮村忠